# شركة التنمية الزراعية
شركة التنمية الزراعية - خوري وشريكه: شركة سورية مقرها يقع في دمشق ولها فروع في عدد من المدن السورية تهتم يتزويد القطاع الزراعي السوري بما يلزمه من مواد ومركبات عضوية وتقنيات زراعية جديدة.

## تأسيس الشركة
تأسست شركة التنمية الزراعية من قِبل السيد المهندس طلال خوري عام 1980 م وخلال 28 عامًا أصبحت من كبرى الشركات الزراعية في سوريا.

## عن الشركة
- تزود شركة التنمية الزراعية المزارعين بأفضل وأحدث المبيدات الزراعية، وبذار الخضروات الهجينة والأسمدة المعدنية والعضوية المنتجة من قِبل أعرق الشركات العالمية الرائدة في هذه المجالات.
- تتميز شركة التنمية الزراعية بوجود كادر فني وتجاري مؤلف من خيرة المهندسين الزراعيين ذو الخبرة العالية والذين هم على اتصال مباشر مع الموزعين والمزارعين لإيجاد الحلول المناسبة لأي مشاكل تعترضهم.
- تغطي شركة التنمية الزراعية كافة المناطق الزراعية في سوريا وذلك من خلال فروعها الرئيسية في المنطقة الجنوبية والوسطى والشمالية والساحلية.

وفي هذه الفروع يوجد مستودع خاص مخصص بحيث تتوفر فيه كافة شروط ومعايير السلامة.
- تستخدم محطات التجارب لاختبار أصناف الخضار الجديدة لاختيار الأفضل منها، ولتنفيذ بعض تجارب المكافحة والتسميد باستخدام بعض المبيدات والمركبات السمادية الجديدة.

حيث تقوم الشركة بإجراء تجارب مكثفة على كل مبيد، صنف خضار أو سماد قبل إدخاله إلى السوق وذلك في محطات الشركة الخاصة في طرطوس وحماة إضافة إلى تجارب عديدة في مناطق مختلفة من القطر.

## نشاطات الشركة
1. تزويد المزارعين بأحدث المنتجات الزراعية ذات النوعية العالية.
2. تنفيذ أيام حقلية تهدف لتحسين معرفة المزارعين وزيادة معلوماتهم الفنية إضافة لترويج المنتجات والتقنيات الجديدة والتي يدعى إليها كذلك التجار والمزارعون وأحيانًا طلاب كليات الزراعة أو المعاهد الزراعية والثانويات الزراعية.
3. المشاركة في المعارض الزراعية.

## فروع الشركة
- الإدارة وفروع الشركة في سوريا:
  - الإدارة المركزية: دمشق
  - مركز المنطقة الجنوبية: دمشق
  - مركز المنطقة الوسطى: حماة
  - مركز المنطقة الساحلية: طرطوس
  - مركز المنطقة الشمالية: حلب